# Vespasiano Correa
Vespasiano Correa là một đô thị thuộc bang Rio Grande do Sul, Brasil. Đô thị này có diện tích 113,887 km², dân số năm 2007 là 1973 người, mật độ 17,32 người/km².